# فرانس ده هیس
فرانس ده هیس (انگلیسی: Frans De Haes؛ ۲۴ سپتامبر ۱۸۹۵ – ۴ نوامبر ۱۹۲۳) وزنه‌بردار اهل بلژیک بود.
وی در مسابقات کشوری و بین‌المللی در مجموع برندهٔ ۱ مدال طلا شده‌است.